# Kostiantyn Machnowski
Kostiantyn Mychajłowycz Machnowski, ukr. Костянтин Михайлович Махновський (ur. 1 stycznia 1989 w Horodyszczu w obwodzie czerkaskim) – ukraiński piłkarz grający na pozycji bramkarza.

## Kariera piłkarska

### Kariera klubowa
Wychowanek Dynama Kijów, barwy, którego bronił w juniorskich mistrzostwach Ukrainy (DJuFL). Potem został włączony do składu Dynamo-3 Kijów, ale nie rozegrał żadnego meczu i latem 2007 wyjechał do Polski, gdzie został piłkarzem Piotrcovii Piotrków Trybunalski. W lutym 2008 przeniósł się do ŁKS Łódź, w którym zadebiutował 29 marca 2008 w meczu przeciwko Zagłębiu Lubin. Latem 2008 roku przeszedł do Legii Warszawa, w której zadebiutował 18 września 2010 w meczu przeciwko Zagłębiu Lubin. W lutym 2010 był na testach w charkowskim Metalistie. W lutym 2011 roku został wypożyczony do końca sezonu 2010/11 do Obołoni Kijów, a podczas przerwy zimowej sezonu 2011/12 podpisał kontrakt z Obołonią. Latem 2012 przeszedł do FK Sewastopol. Po rozformowaniu klubu w maju 2014 opuścił Krym. W sierpniu 2015 zasilił skład beniaminka najwyższej ligi Azerbejdżanu - Rəvan Baku, w którym grał do końca roku. W kwietniu 2016 został piłkarzem PFK Sumy. 16 czerwca 2016 przeszedł do Desny Czernihów. 18 lipca 2018 został wypożyczony do Olimpiku Donieck. 20 czerwca 2019 przeszedł do FK Ventspils.

### Kariera reprezentacyjna
W latach 2004–2006 bronił barw juniorskiej reprezentacji Ukrainy U-17.

## Sukcesy

### Sukcesy klubowe
- zdobywca Pucharu Polski: 2011